# حي البينوس
حي البينوس أو البينوس (بالفرنسية: Cite Binous)‏ هو حي شعبي ذو كثافة سكانية عالية موجود في شمال مدينة رادس من ولاية بن عروس في تونس، هذا الحي من اخر الاحياء التي بنيت في رادس
.

## التسمية
كلمة البينوس لم يجد لها أحد تفسير لكن يعتقد البعض ان الاسم مشتق من كلمة الناموس وهي كلمة من اللهجة التونسية والتي تعني البعوض وهي واحدة من أنواع الحشرات التي تكثر في تلك المنطقة بسبب قربها من بحيرة تونس وميناء حلق الوادي.